# Markus Lutterotti (Diplomat)
Markus Lutterotti (* 8. Oktober 1941 in Wien) ist ein österreichischer Diplomat.

## Leben
Lutterotti entstammt einer Südtiroler Adelsfamilie. Nach dem Studium der Rechtswissenschaften in Wien und Promotion zum Dr. jur. absolvierte er eine postgraduale Ausbildung an der Johns Hopkins University in Bologna. 1966 trat er in den Dienst des österreichischen Bundeskanzleramts ein. Er wurde zunächst in der österreichischen Vertretung bei der OECD in Paris verwendet. Nach Übertritt in den auswärtigen Dienst 1970, wurde er der Botschaft Bonn und anschließend der Botschaft Jakarta als Botschaftsrat zugeteilt. Ab 1976 war er als stellvertretender Leiter der für Südtirol und Südeuropa zuständigen politischen Abteilung des Außenministeriums tätig. 1980 wurde Lutterotti als Gesandter an die Botschaft Rom versetzt, gleichzeitig versah er die Funktion eines Stellvertretenden Gouverneurs des IFAD (Rom). Ab 1987 fungierte er als Kabinettsvizedirektor der Österreichischen Präsidentschaftskanzlei unter den Bundespräsidenten Kurt Waldheim und Thomas Klestil.
Vom 13. Februar 1993 bis zum 8. Januar 1998 amtierte Lutterotti als Botschafter in der Schweiz und ab 9. Januar 1998 als Missionschef in Deutschland mit dem Dienstort Bonn. Am 13. August 1999 übersiedelte er die Botschaft nach Berlin. Zunächst provisorisch untergebracht, wurde die neugebaute österreichische Botschaft am 5. Juli 2001 eröffnet.
Im November 2002 wurde Lutterotti von Berlin einberufen und von Bundespräsident Klestil zum Sonderberater in internationalen Angelegenheiten bestellt, eine Funktion, die er auch unter Bundespräsident Heinz Fischer bis zu seiner Pensionierung Ende 2006 ausübte.
Lutterotti ist Vorsitzender des Kuratoriums des Auslandsösterreicher-Fonds (Stand 2018).

## Auszeichnungen (Auswahl)
- 1991: Großkreuz des Fürstlich Liechtensteinischen Verdienstordens
- 1992: Großes Silbernes Ehrenzeichen für Verdienste um die Republik Österreich
- 1992: Komturkreuz mit Stern des päpstlichen Ordens des Hl. Gregorius
- 1992: Großes Goldenes Ehrenzeichen des Landes Kärnten
- 1993: Großkreuz des italienischen Verdienstordens
- 1998: Ehrenzeichen des Landes Tirol
- 2002: Großes Goldene Ehrenzeichen des Landes Steiermark
- 2002: Großes Verdienstkreuz mit Stern und Schulterband des deutschen Verdienstordens
- 2004: Großes Silbernes Ehrenzeichen mit dem Stern für Verdienste um die Republik Österreich

## Familie
Lutterotti ist verheiratet und Vater von vier Söhnen.